# 김태동 (야구인)
김태동(金台東, 1970년 12월 12일 ~ )은 전 KBO 리그 야구 선수의 외야수, 내야수이다.

## 출신학교
- 1985년 ~ 1988년 : 광주상업고등학교
- 1988년 ~ 1992년 : 단국대학교 (1990학번)